# 스탠드업 미팅

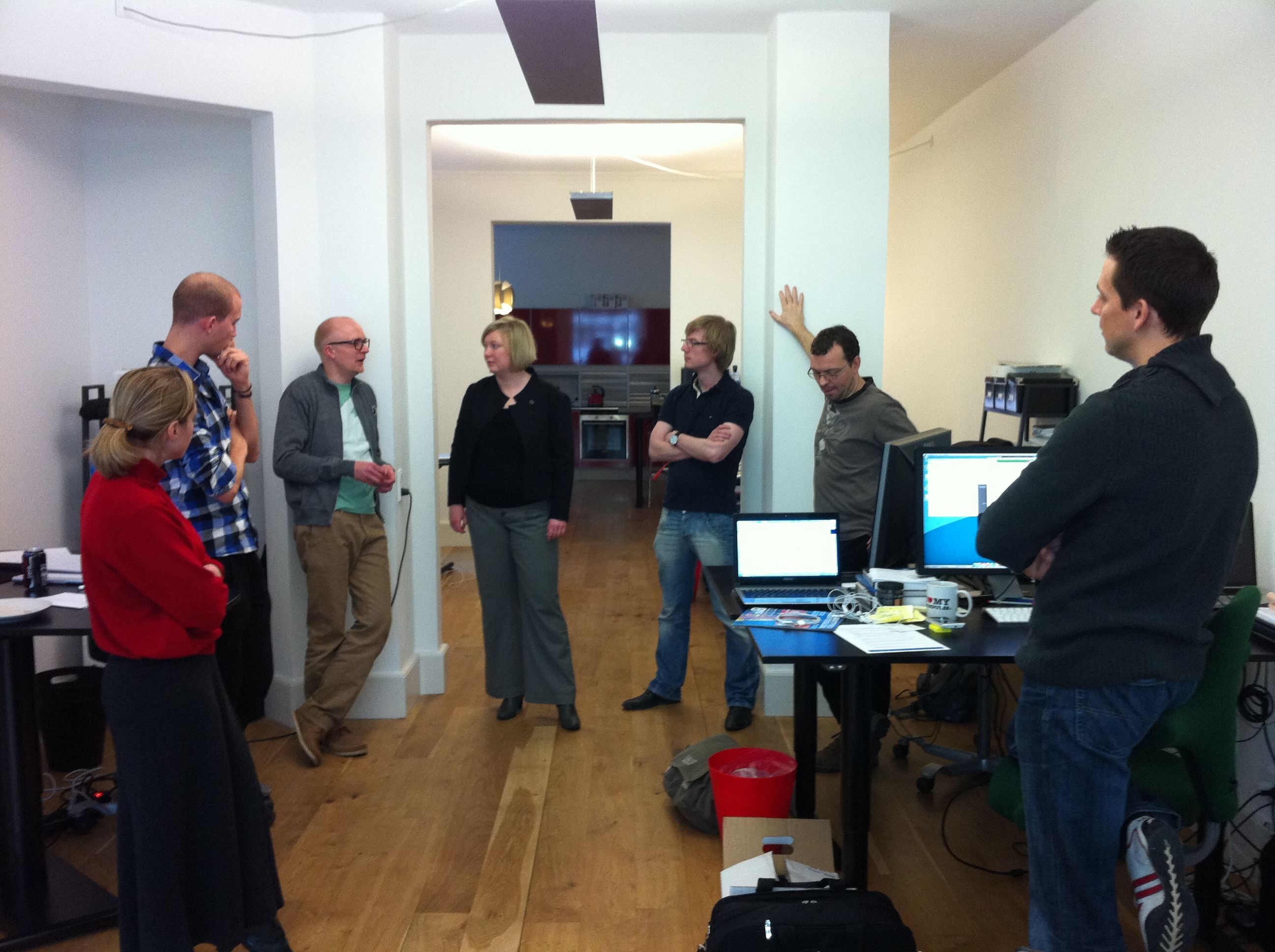
컴퓨팅 룸에서의 스탠드업 미팅

스탠드업 미팅(stand-up meeting)은 참석자들이 신체가 서있는 채로 참여하는 미팅이다. 미팅을 짧은 시간으로 유지하기 위해 장시간 서있는 것으로 인한 불편함을 초래시킨다.

## 저명한 예
전통적으로 영국의 추밀원은 스탠드업 미팅을 한다.

## 같이 보기
- 육하원칙